# Mistrzostwa Słowacji w piłce nożnej plażowej mężczyzn 2017

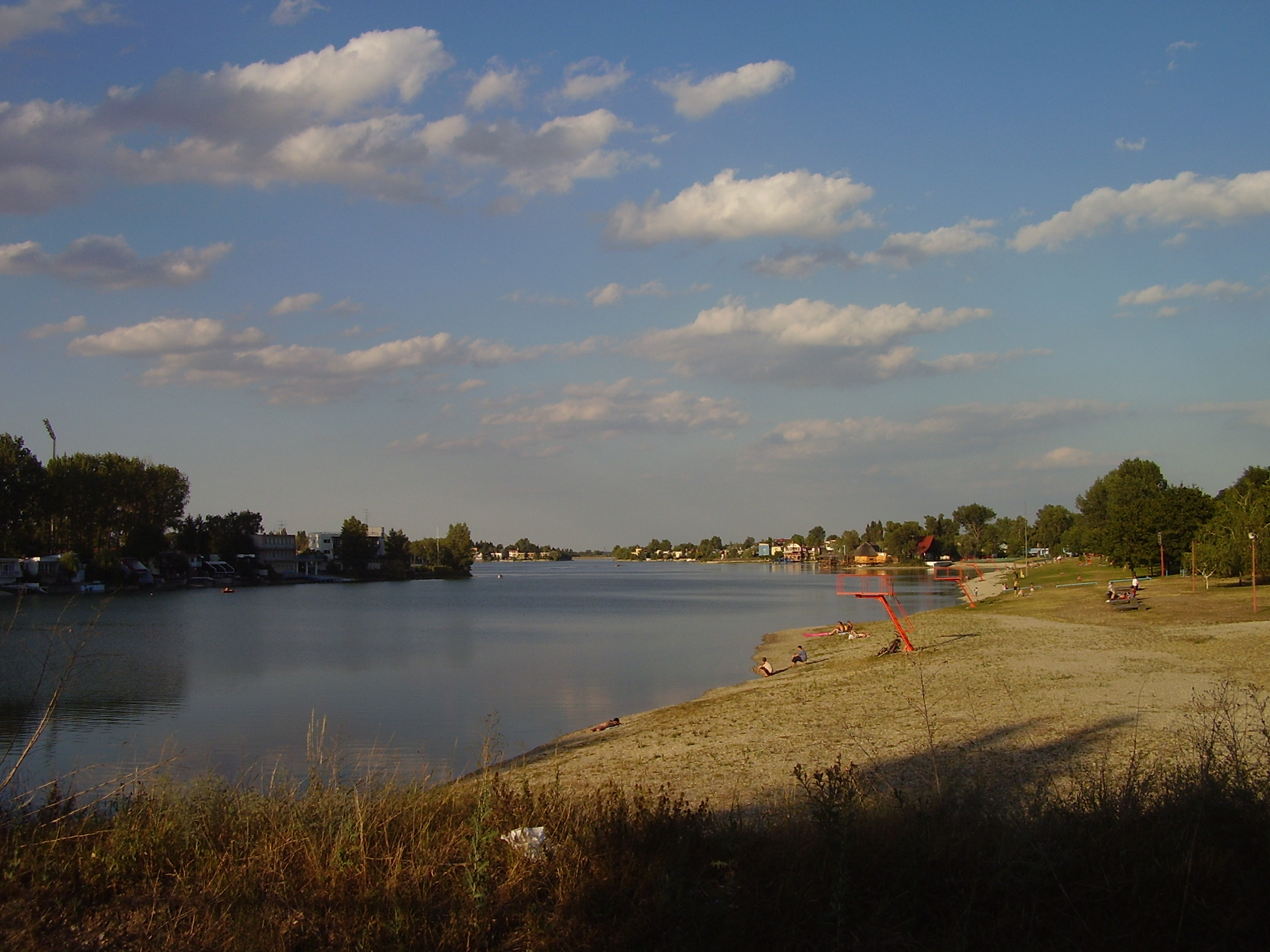
Południowy brzeg Jeziora Słonecznego

Mistrzostwa Słowacji w piłce nożnej plażowej 2017 (słow. Majstrovstvá Slovenskej republiky v plážovom futbale 2017) – turniej piłki nożnej plażowej, który odbył się 29 sierpnia 2017 roku na południowym brzegu Jeziora Słonecznego w miejscowości Senec. Organizatorami były Słowacki Związek Piłki Nożnej oraz Słowacki Związek Sportów Plażowych. W tym turnieju został wyłoniony Mistrz Słowacji na rok 2017. Na turnieju zostało rozegranych 8 meczów, zagrały cztery zespoły. 
Drużyna Artful BSC Bratysława obroniła tytuł Mistrza Słowacji.
| Senec |

## Wyniki

### Faza grupowa
| 1. 29 sierpnia 2017 | Artful BSC Bratysława | 1:2 | Colorado | Senec |
|                     |                       |     |          |       |

| 2. 29 sierpnia 2017 | Gaudio Team Senec | 7:1 | Prosiv | Senec |
|                     |                   |     |        |       |

| 3. 29 sierpnia 2017 | Artful BSC Bratysława | 10:3 | Prosiv | Senec |
|                     |                       |      |        |       |

| 4. 29 sierpnia 2017 | Gaudio Team Senec | 3:3, rz.k. 0:1 | Colorado | Senec |
|                     |                   |                |          |       |

| 5. 29 sierpnia 2017 | Colorado | 5:2 | Prosiv | Senec |
|                     |          |     |        |       |

| 6. 29 sierpnia 2017 | Gaudio Team Senec | 3:6 | Artful BSC Bratysława | Senec |
|                     |                   |     |                       |       |

#### Tabela
Legenda do tabeli:
- Zwyc. – zwycięstwa
- Zw. pk. – zwycięstwa po rzutach karnych (za dwa punkty)
- Por. – porażki
- Br+ – bramki zdobyte
- Br− – bramki stracone
- +/− – różnica bramek

| Lp. | Zespół                | Mecze | Punkty | Zwyc. | Zw. pk. | Por. | Br+ | Br− | +/− |
| --- | --------------------- | ----- | ------ | ----- | ------- | ---- | --- | --- | --- |
| 1.  | Colorado              | 3     | 8      | 2     | 1       | 0    | 10  | 6   | +4  |
| 2.  | Artful BSC Bratysława | 3     | 6      | 2     | 0       | 1    | 17  | 8   | +9  |
| 3.  | Gaudio Team Senec     | 3     | 3      | 1     | 0       | 2    | 13  | 10  | +3  |
| 4.  | Prosiv                | 3     | 0      | 0     | 0       | 3    | 6   | 22  | -16 |

### Faza pucharowa
| Mecz o III miejsce 29 sierpnia 2017 | Gaudio Team Senec | 4:5 | Prosiv | Senec |
|                                     |                   |     |        |       |

| Finał 29 sierpnia 2017 | Colorado | 2:4 | Artful BSC Bratysława | Senec |
|                        |          |     |                       |       |

## Mistrzowie Słowacji

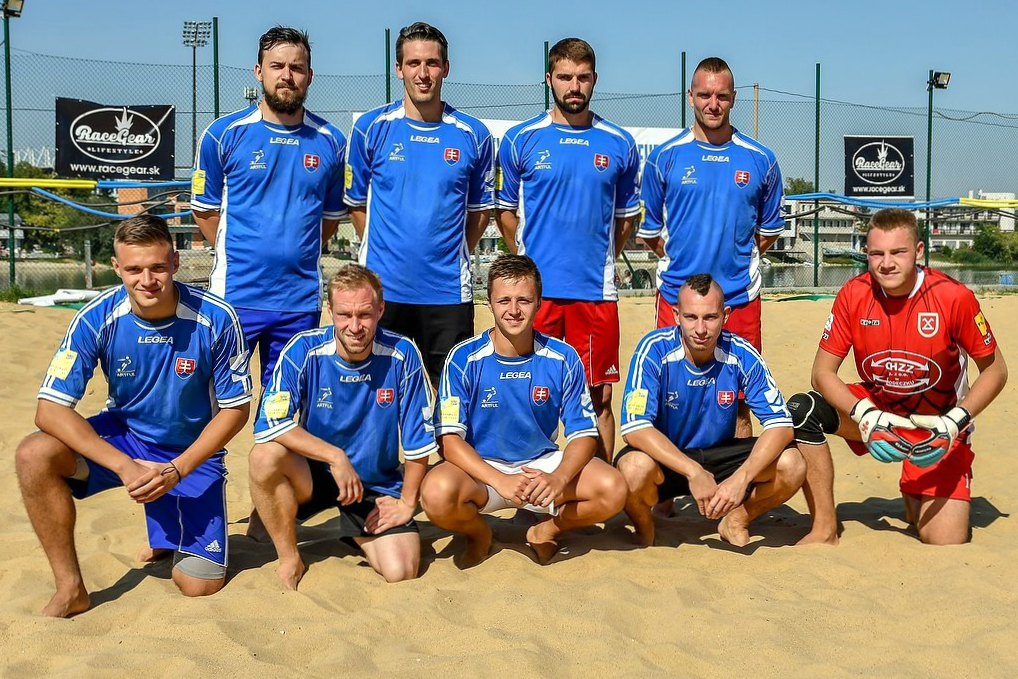
Mistrz Słowacji w piłce nożnej plażowej 2017 - Artful BSC Bratysława

| Nr | Poz. | Piłkarz                 |
| -- | ---- | ----------------------- |
| 1  | BR   | Bartłomiej Stolarz      |
| 3  | PO   | Marián Drahoš (kapitan) |
| 5  | NA   | Pavol Hrnčiar           |
| 8  | PO   | Eduard Topor            |
| 9  | NA   | Dawid Burzawa           |

| Nr | Poz. | Piłkarz      |
| -- | ---- | ------------ |
| 12 | OB   | Erik Melkus  |
| 17 | NA   | Róbert Hustý |
| 18 | NA   | Martin Adame |
| 20 | OB   | Pavol Bureš  |

### Strzelcy
- 6x  - Marián Drahoš
- 4x  - Róbert Hustý
- 3x  - Pavol Hrnčiar, Dawid Burzawa, Martin Adame
- 1x  - Bartłomiej Stolarz, Eduard Topor

## Nagrody indywidualne
Najlepszy zawodnik turnieju: Štefan Sivoň (Prosiv)

Król strzelców: Marian Heteš (Colorado) - 6 bramek

Najlepszy bramkarz: Bartłomiej Stolarz (Artful BSC Bratysława)